# Li Xiaopeng
Li Xiaopeng (Changsha, Hunan, 27 de julio de 1981) es un gimnasta artístico chino, bicampeón olímpico en 2000 en equipo y barras paralelas, y nuevamente bicampeón del mundo en 2008 en las mismas competiciones; además ocho veces campeón del mundo entre 1997 y 2003 en barras paralelas, salto de potro y concurso por equipos.

## Logros deportivos
- En el Mundial de Lausana 1997 gana el oro en el concurso por equipos, la plata en barras paralelas —por detrás de su compatriota Zhang Jinjing— y el bronce en el ejercicio de suelo, tras el ruso Alexei Nemov y el francés Dmitri Karbanenko.
- En el Mundial celebrado en Tianjin (China) en 1999 gana dos medallas de oro: concurso por equipos y salto de potro.
- En los JJ. OO. de Sídney 2000 consigue dos medallas de oro: en equipos y en barras paralelas.
- En el Mundial de Debrecen 2002 consigue otras dos medallas de oro: en salto y barras paralelas.
- En el Mundial de Anaheim 2003 gana tres oros: equipos, salto y barras paralelas.
- En los JJ. OO. Atenas 2004 consigue una medalla de bronce en el ejercicio de paralelas, tras el ucraniano Valeri Goncharov (oro) y el japonés Hiroyuki Tomita (bronce).
- En el Mundial de Melbourne 2005 gana la plata en paralelas, tras el esloveno Mitja Petkovšek.
- En los JJ. OO. de Pekín 2008 gana dos medallas de oro: en el concurso por equipos y en barras paralelas.